# Muladi
Muladi (spansk: muladí [mulaˈði], flertal muladíes; portugisisk: muladi [mulɐˈði], flertal muladis; catalansk: muladita Skabelon:IPA-ca eller muladí Skabelon:IPA-ca, flertal muladites eller muladís; arabisk: مولد, muwallad, flertal مولدون muwalladūn eller مولدين muwalladīn) var muslimer af lokal afstamning eller med blandet arabisk, berbisk og iberisk oprindelse, som levede i Al-Andalus i Middelalderen. De blev også kaldt "Musalimah" (Islamiseret). I sin bredere betydning anvendes ordet muwallad også til at beskrive arabere af blandet ophav, især de der ikke lever i Arabien.

## Etymologi
De spanske, portugisiske og catalanske ord muladí, muladi eller muladita stammer fra det arabiske muwallad. Ordets grundlæggende betydning er en person af blandet herkomst, især en efterkommer af en araber og en ikke-araber, som væksede op påvirket af et arabisk samfund og som blev undervist i islamisk kultur. Muladi er den spanske form af ordet muwalladun, der henviser til arabisk-talende muslimer af spansk herkomst.
Muwallad kommer af walad (ولد), der betyder "efterkommer, søn". Muwallad henviser dermed til efterkommere af muslimske mænd og fremmede, ikke-muslimske kvinder.

## Kendte muladi
- Aben Humeya
- Abu Hafs
- Abu Jafar ibn Harun al-Turjali
- Abu Taur of Huesca
- Al-Tutili
- Al-Udri
- Amrus ibn Yusuf
- Ibn al-Qūṭiyya
- Ibn al-Yayyab
- Ibn ar-Tafiz
- Ibn Ammar
- Ibn Faradi
- Ibn Gharsiya
- Ibn Hazm
- Ibn Marwan
- Ibn Quzman
- Muhammad al-Tawil of Huesca
- Musa ibn Musa ibn Qasi

## Fodnoter
1. ↑  M. Al-Rasheed; R. Vitalis (17. marts 2004). Counter-Narratives: History, Contemporary Society, and Politics in Saudi Arabia and Yemen. Palgrave Macmillan US. s. 136. ISBN 978-1-4039-8131-8.
2. ↑  D. Forbes, Jack (1993). Africans and Native Americans: The Language of Race and the Evolution of Red-Black Peoples. University of Illinois Press. s. 145. ISBN 978-0-252-06321-3.
3. ↑  Dozy, the history of Islamic Spain, arabisk oversættelse, vol 1, p: 156.
4. ↑  Monique Bernards; John Abdallah Nawas (2005). Patronate And Patronage in Early And Classical Islam. BRILL. s. 219–. ISBN 978-90-04-14480-4.
5. ↑  Kees Versteegh, et al. Encyclopedia of Arabic Language and Linguistics, BRILL, 2006.
6. ↑  Linda Boxberger (2002). On the Edge of Empire: Hadhramawt, Emigration, and the Indian Ocean, 1880s-1930s. SUNY Press. s. 52. ISBN 978-0-7914-8935-2. Hentet 26. maj 2013.
7. ↑  Lyle Scott Nash (2008). White Fears and Fantasies: Writing the Nation in Post-abolition Brazil and Cuba. ProQuest. s. 96. ISBN 978-0-549-89033-1. Hentet 26. maj 2013. (Webside ikke længere tilgængelig)